# Drogenbos
Drogenbos és un municipi belga de la província de Brabant Flamenc a la regió de Flandes. És un dels sis municipis amb facilitats lingüístiques de la perifèria de Brussel·les. Limita amb els municipis de Linkebeek, Beersel, Sint-Pieters-Leeuw, Anderlecht, Vorst i Uccle.

## Personatges il·lustres
- Carles II Teodor de Baviera, elector imperial.